# Canella
Canella is een geslacht uit de familie Canellaceae. Het geslacht telt slechts een soort die voorkomt in het Caraïbisch gebied, van de Florida Keys in het noordwesten tot Barbados in het zuidoosten.

## Soorten
- Canella winterana (L.) Gaertn.

Canella · 
Cinnamodendron · 
Cinnamosma · 
Pleodendron · 
Warburgia